# Tuttington
Tuttington es un pueblo y antigua parroquia civil, ahora en la parroquia de Burgh and Tuttington, en el distrito de Broadland, en el condado de Norfolk, Inglaterra. El pueblo está a 11,1 millas al sur de Cromer, 15 millas al norte de Norwich y 129 millas al noreste de Londres. El pueblo se encuentra a 3 millas al este de la cercana ciudad de Aylsham.
El nombre de la aldea probablemente significa «granja/asentamiento relacionado con Tutta» o tal vez, «granja/asentamiento de la gente de Tutta».
La estación de tren más cercana está en North Walsham para la línea Bittern que corre entre Sheringham, Cromer y Norwich. El aeropuerto más cercano es el Aeropuerto Internacional de Norwich.
Su iglesia, San Pedro y San Pablo, es una de las 124 iglesias de torre redonda existentes en Norfolk.
Frente a la iglesia, hay un edificio holandés con dos aguas que solía ser la tienda del pueblo y la oficina de correos, que cerró en mayo de 1987. Al lado había un pub llamado The Ship. Se ha dicho  que, dado que el pueblo está a varias millas del mar o de cualquier vía fluvial navegable, este nombre podría ser una corrupción de The Sheep, ya que el pub puede haber sido un abrevadero bienvenido para los pastores.

## Parroquia civil
El 1 de abril de 1935, la parroquia de Burgh se fusionó con Tuttington, el 21 de abril de 1980, la parroquia pasó a llamarse «Burgh & Tuttington». En 1931, la parroquia de Tuttington (antes de la fusión) tenía una población de 152 habitantes.